# Communauté de communes Loire Longué
La communauté de communes Loire-Longué est une ancienne communauté de communes française située dans le département de Maine-et-Loire et la région Pays de la Loire.
Elle se situait dans la région du Baugeois et fait partie du syndicat mixte Grand Saumurois.

## Composition
La communauté de communes de Loire-Longué regroupait onze communes :
| Nom                      | Code Insee | Gentilé             | Superficie (km2) | Population (dernière pop. légale) | Densité (hab./km2) |
| ------------------------ | ---------- | ------------------- | ---------------- | --------------------------------- | ------------------ |
| Longué-Jumelles (siège)  | 49180      | Longuéens-Jumellois | 96,20            | 6 836 (2014)                      | 71                 |
| Blou                     | 49030      | Blosiens            | 21,46            | 1 010 (2014)                      | 47                 |
| Courléon                 | 49114      | Courléonais         | 13,77            | 152 (2014)                        | 11                 |
| La Lande-Chasles         | 49171      | Karolandais         | 5,17             | 115 (2014)                        | 22                 |
| Mouliherne               | 49221      | Moulihernais        | 40,79            | 865 (2014)                        | 21                 |
| Les Rosiers-sur-Loire    | 49261      | Rosiérois           | 26,11            | 2 305 (2015)                      | 88                 |
| Saint-Clément-des-Levées | 49272      | Saint-Clémentais    | 10,22            | 1 142 (2014)                      | 112                |
| Saint-Martin-de-la-Place | 49304      | Saint Martiniens    | 14,84            | 1 149 (2015)                      | 77                 |
| Saint-Philbert-du-Peuple | 49311      | Philbertais         | 16,38            | 1 301 (2014)                      | 79                 |
| Vernantes                | 49368      | Vernantais          | 40,77            | 1 981 (2014)                      | 49                 |
| Vernoil-le-Fourrier      | 49369      | Vernoilais          | 33,10            | 1 267 (2014)                      | 38                 |

## Historique
L’intercommunalité est créée le 9 juin 1995. Elle prend le nom de « communauté de communes de Loire-Longué » le 1er janvier 2003.
Elle modifie ses statuts au début de l'année 2012.
En 2013, la communauté de communes Loire-Longué intègre le syndicat mixte du schéma directeur du Grand Saumurois et en 2014, Grand Saumurois.
Le schéma départemental de coopération intercommunale de Maine-et-Loire, approuvé le 22 janvier 2016 par la commission départementale de coopération intercommunale, envisage la fusion de la communauté de communes Loire Longué avec la communauté d'agglomération de Saumur Loire Développement, la communauté de communes de la région de Doué-la-Fontaine, et la communauté de communes du Gennois, soit l'ensemble du Pays Grand Saumurois, à partir du 1er janvier 2017.

## Administration

### Présidence
Son siège était fixé à Longué-Jumelles,.
| Période                                  | Période | Identité          | Étiquette | Qualité |
| ---------------------------------------- | ------- | ----------------- | --------- | --- |
| 2001                                     | 2008    | Edmond Alphandéry | UDF       | Maire de Longué-Jumelles (1977-2008) Député de la 3e circ. de Maine-et-Loire (1978-1993) Ministre de l’Économie (1993-1995) Président du Conseil général (1994-1995) Conseiller général du Canton de Longué-Jumelles (1976-2008) |
| 2008                                     | 2016    | Frédéric Mortier  | DVD       | Maire de Longué-Jumelles |
| Les données manquantes sont à compléter. |         |                   |           | |

## Population

### Démographie
| 1996 | 1999 | 2002 | 2006   | 2009   | 2012   | 2013   | 2015 |
| ---- | ---- | ---- | ------ | ------ | ------ | ------ | ---- |
| -    | -    | -    | 17 860 | 18 171 | 18 237 | 18 197 | -    |

### Logement
On comptait en 2009, sur le territoire de la communauté de communes, 8 723 logements, pour un total sur le département de 360 144. 87 % étaient des résidences principales, et 66 % des ménages en étaient propriétaires.

### Revenus
En 2010, le revenu fiscal médian par ménage sur la communauté de communes était de 15 667 €, pour une moyenne sur le département de 17 632 €.

## Économie
Sur 1 479 établissements présents sur l'intercommunalité à fin 2010, 29 % relevaient du secteur de l'agriculture (pour 17 % sur l'ensemble du département), 7 % relevaient du secteur de l'industrie, 10 % du secteur de la construction, 44 % du secteur du commerce et des services (pour 53 % sur le département) et 10 % de celui de l'administration et de la santé.